# Governo Bajnai
Il governo di Gordon Bajnai è stato il 70º Governo dell'Ungheria, in carica dal 14 aprile 2009 al 29 maggio 2010, per un totale di 1 anno, 1 mese e 15 giorni. Gordon Bajnai ha formato un governo di minoranza dopo le dimissioni di Ferenc Gyurcsány. Il governo godeva dell'appoggio esterno del gruppo parlamentare dell'Alleanza dei Liberi Democratici (SZDSZ).

## Situazione Parlamentare
| Camera              | Collocazione | Partiti                                                                                            | Seggi     |
| ------------------- | ------------ | -------------------------------------------------------------------------------------------------- | --------- |
| Assemblea nazionale | Maggioranza  | MSZP (186), Alleanza dei Liberi Democratici (18), Associazione per la Somogia (1)                  | 205 / 386 |
| Assemblea nazionale | Opposizione  | Fidesz (141) KDNP (23), Forum Democratico Ungherese (11), MSZP-Alleanza dei Liberi Democratici (6) | 181 / 386 |

## Componenti
Indipendenti
     MSZP
| Carica                                                     | Titolare | Titolare | Titolare                                    | Partito      |
| ---------------------------------------------------------- | -------- | -------- | ------------------------------------------- | ------------ |
| Presidente del consiglio dei ministri                      |          |          | Gordon Bajnai                               | Indipendente |
| Ministro della Presidenza del Consiglio dei Ministri       |          |          | Csaba Molnár                                | MSZP         |
| Ministro del governo locale                                |          |          | Zoltán Varga                                | MSZP         |
| Ministro degli Affari Esteri                               |          |          | Peter Sandor                                | Indipendente |
| Ministro delle finanze                                     |          |          | Peter Oszko                                 | Indipendente |
| Ministro dello sviluppo nazionale e dell'economia          |          |          | Peter Honig (Fino al 29 Aprile 2009)        | Indipendente |
| Ministro dello sviluppo nazionale e dell'economia          |          |          | István Varga (Dal 29 Aprile 2009)           | Indipendente |
| Ministro dell'agricoltura e dello sviluppo rurale          |          |          | József Graf                                 | MSZP         |
| Ministro della giustizia e delle forze dell'ordine         |          |          | Tibor Draskovics (Fino al 15 Dicembre 2009) | Indipendente |
| Ministro della giustizia e delle forze dell'ordine         |          |          | Imre Forgács (Dal 15 Dicembre 2009)         | Indipendente |
| Ministro dell'Istruzione e della Cultura                   |          |          | István Hiller                               | MSZP         |
| Ministro degli Affari Sociali e del Lavoro                 |          |          | László Herczog                              | Indipendente |
| Ministro della Difesa                                      |          |          | Imre Szekeres                               | MSZP         |
| Ministero per il coordinamento della politica sociale      |          |          | Peter Bacio                                 | MSZP         |
| Ministro dei trasporti, delle comunicazioni e dell'energia |          |          | Peter Hoing                                 | Indipendente |
| Ministro dell'ambiente e dell'acqua                        |          |          | Imre Szabó                                  | MSZP         |
| Ministro della Salute                                      |          |          | Tamás Székely                               | Indipendente |

| Carica                                                          | Titolare | Titolare     | Titolare                                                             | Partito |
| --------------------------------------------------------------- | -------- | ------------ | -------------------------------------------------------------------- | ------- |
| Ministro senza portafoglio per i servizi di intelligence civili |          |              | dám Ficsor (Fino al 13 settembre 2009)                               | MSZP    |
| Ministro senza portafoglio per i servizi di intelligence civili |          |              | Csaba Molnar (Ad interim dal 13 settembre 2009 al 17 settembre 2009) | MSZP    |
| Ministro senza portafoglio per i servizi di intelligence civili |          | Gábor Juhász | (Dal 17 settembre 2009)                                              | MSZP    |